# Слънчево излъчване
Слънчевото излъчване е съвкупността от електромагнитното и корпускулярното излъчване на Слънцето, което е основен източник на енергия и дневна светлина за Земята.
То се разпространява във вид на електромагнитни вълни със скоростта на светлината и достига земната повърхност през атмосферата. Слънчевите лъчи преминават през нея, за да достигнат повърхността, а тя частично ги отразява, разсейва и изменя количеството и качеството им. До Земята достигат по-малко от две милиардни части от слънчевото излъчване, но то е главният източник на енергия за всички физико-химически процеси, протичащи на земната повърхност и в атмосферата.

## Свойства на слънчевото излъчване
Височината на Слънцето над хоризонта се изменя, в зависимост от:
- географската ширина;
- астрономическото време – месеца, сезона и денонощието.

Максималната височина на Слънцето над хоризонта, по пладне, се изчислява по формулата:
h = 90 {\displaystyle -} {\displaystyle \varphi } {\displaystyle \pm } {\displaystyle \delta },
където:
- h – височина на Слънцето над хоризонта (градуси);
- {\displaystyle \varphi } – географска ширина  (градуси);
- {\displaystyle \delta } – наклона на земната ос.

Приблизителните стойности за България са от 24,5о по време на зимното слънцестоене, през 48о по време на пролетното и есенното равноденствие, до 71,5о по време на лятното слънцестоене.
Колкото по-дълъг е пътят на лъчите през атмосферата, толкова по-значителни са промените в тях. Най-кратък е пътят на лъчите, когато слънцето е в зенита си.
Светлата част на денонощието на екватора е постоянна – около 12 часа, в тропическия пояс разликата между най-дългия и най-късия ден в годината е 1–2 часа, в субтропиците тя достига 3–4 часа и се увеличава по посока на полярния кръг, където през периода на най-дългия ден слънцето залязва за съвсем кратко време (т.нар. „бели нощи“).
В различните географски ширини часът и продължителността на изгряването и залязването на слънцето е различен. За летния сезон на географската ширина на България, както и в района близко до екватора слънцето изгрява бързо, в обедните часове то се намира високо и след това бързо залязва. Нощта преминава много бързо в ден и денят в нощ.
В най-северните райони то изгрява бавно над хоризонта, стои ниско в обедните часове и след това бавно залязва. В тези ширини растенията се намират дълго време под въздействието на продължителна, но по-малко интензивна слънчева радиация, докато в южните ширини растенията са под въздействието на голяма мощност на светлинния поток за по-кратко време.

## Значение на слънчевото греене за растенията
В процеса на еволюцията на растителния свят растенията са се разделили на групи, реагиращи на дължината на деня.
Височината на слънцестоенето влияе не само на количеството, но и на качеството на слънчевите лъчи. От разположението на слънцето спрямо хоризонта най-големи промени стават във видимата част на спектъра.
Растенията приемат както пряка, така и разсеяна слънчева светлина. По-голяма част от растенията ориентират своите листа така, че да приемат пряката светлина. За тези растения тя е от първостепенно значение. Други растения се развиват по-добре при разсеяна и отразена слънчева светлина.
Следователно върху растенията влияят:
- продължителността на слънчевото греене;
- интензивност на светлината;
- спектралният ѝ състав.

Реакцията на растенията към продължителността на слънчевото греене се нарича фотопериодизъм. По отношение на тази реакция растенията се делят на:
- растения на дългия ден,
- растения на късия ден,
- неутрални растения.

По реакцията си към интензивността на светлината растенията биват:
- светлолюбиви,
- сенколюбиви,
- сенкоустойчиви,
- преходни между тези групи.

По отношение на реакцията им към спектралния състав растенията могат да се развиват по-добре в потока от синьо-виолетови лъчи или при преобладаване на червения спектър.
Слънчевата радиация стои в основата на физиологичния и биохимичния процес, наречен фотосинтеза. Фотосинтезата е процес на образуване на органично вещество от неорганичното при поглъщане на лъчиста енергия от хлорофила на растенията. Многочислените изследвания показват, че във фотосинтезата не участва целият спектър на слънчевата радиация, а този с дължина на вълната от 0,38 до 0,72 мкм. Затова тази част от спектъра на слънчевото излъчване се нарича Фотосинтетична активна радиация (ФАР). В процеса на фотосинтезата практически се използва едва 1–3% от ФАР.
Установено е също така, че във фотосинтезата участва тази светлина, чиято интензивност е над така нар. компенсационна точка на интензивността – 209 W/m2. Интензивността на фотосинтезата нараства значително с увеличаване на интензивността от 209 до 279 W/m2, след което се забавя. Интензивност по-висока от 349 W/m2 е вредна за растенията.
Стойностите на ФАР могат да се изчислят по формулата:
∑Q ФАР = 0,43 ∑ S’ + ∑ D, където ∑Q ФАР е сумарната ФАР, ∑ S’ е сумарната пряка слънчева радиация; ∑ D е сумарната разсеяна слънчева радиация.
За приблизително изчисляване на ФАР може да се използват данни за сумарната радиация, които да се умножат с коефициента СQ = 0,52.

## Измерване
Слънчевата радиация в метеорологичните станции се измерва чрез показателите „продължителност на слънчевото греене“ и „интензивност на светлината“.

### Продължителност на слънчевото греене
Определя се времето в часове, през които слънцето осветява района. За целта се използва уреда хелиограф. В България се използва обикновения хелиограф, създаден за умерените ширини. Освен обикновен съществува и универсален хелиограф, който може да се използва във всички географски ширини.
Обикновеният хелиограф се състои от метална стойка с чашка, на която е поставена масивна стъклена сфера, чийто фокус попада върху жлеб, в който се поставя картонена лента. Положението, формата и големината на сферата са определени така, че да улавят слънчевите лъчи при всяко положение на Слънцето на небосвода. Използват се 3 вида ленти:
- за есенно-зимния период (13.10.-28.02.)
- за пролетно-летния период (16.04.-31.08.)
- за периодите 01.03.-15.04. и 01.09.-12.10.

Попадайки върху лентите като светеща точка, образът на слънцето ги изгаря. По изгорената лента се съди колко продължително е греело слънцето. Лентите са разграфени по часове, което позволява да се определи кога точно е било слънчевото греене.
Универсалният хелиограф се състои от същите съставни части, като има допълнителен механизъм за нагласяването му според географската ширина.

### Интензивност на слънчевото греене
Уредите за измерване на интензивността на сумарната слънчева радиация (пряка + разсеяна) се наричат пиранометри, а регистриращите уреди – пиранографи. При тях се използва термоелектричен принцип или биметални пластини.
Най-разпространен е пиранографът на Робич, разработен на биметалния принцип. За приемник на лъчението служат 3 успоредно разположени биметални пластинки (две бели и една черна), които в комплект не реагират на изменението на температурата, но поради различния си цвят са фоточувствителни. Деформациите в свободния край на средната черна пластина се регистрират върху лента. Часовников механизъм движи записващата лента в съответствие с хронологичното време.

### Спектрален състав
Слънцето и звездите излъчват по-голямата част от своята светлина във видимата част на електромагнитния спектър. Сигурно не е случайно, че човешкото око е чувствително именно към дължините на вълните, които Слънцето излъчва най-силно. Видимата светлина (и светлината от близката инфрачервена област на спектъра) обикновено се абсорбира и излъчва от електроните в молекулите и атомите, които се движат от едно енергийно ниво към друго. Светлината, която виждаме с очите си, обаче е много малка част от електромагнитния спектър на слънчевата светлина.
При взаимодействието си с електромагнитно излъчване материята едновременно го поглъща, отразява и разсейва в различна степен и в различни части на спектъра. Човек възприема цвета на даден излъчващ обект в зависимост от неговата т.нар. цветната температура, която се определя според закона на Планк. За целите на практиката светлината на всяка електрическа крушка се характеризира с „корелирана“ (съотнесена с излъчването на абсолютно черно тяло) цветна температура, измервана в келвини. Например, 2800 К е цветната температура на стайното осветление, а 6000 К е на ярък слънчев ден.
Колкото е по-висока температурата на излъчващото тяло, толкова по-къса е средната видима дължина на вълната. Слънцето, което има температура на повърхността от около 6000 K, излъчва най-силно във видимата част от спектъра. От слънчевия спектър липсват определени дължини на вълните, което е резултат на поглъщане от страна на химичните елементи, съставящи хромосферата на Слънцето. От точните стойности на тези липсващи от спектъра части или „абсорбционни спектрални линии“, може да се определи кои елементи се съдържат в Слънцето (качествен спектрален анализ). Фактът, че тези елементи са абсорбирали излъчването означава, че хромосферата е по-студена от фотосферата.
Стандартните абсорбционни спектри обаче не могат да дадат количествена информация за наличието на всички елементи. Това е така, защото водородът и хелият (главните съставки на слънцето) се нуждаят от много повече енергия, за да се възбудят достатъчно и да абсорбират също толкова светлина, колкото другите елементи с по-голям атомен номер (например калцият). Така, въпреки че хелият и водородът са в много по-голямо количество, много малък процент от тях се възбужда достатъчно за да се регистрират в спектъра. За да се получи по-добро разбиране за наличието на тези елементи, е необходимо изучаването на емисионните спектри на елементите само от хромосферата. Това е възможно да стане когато голямата част от Слънцето е напълно закрито по време на слънчево затъмнение. По това време емисионният спектър на хромосферата съдържа преобладаващо водород, който е и главната съставна част на Слънцето.

### Абсорбция от атмосферата
Веществата в земната атмосфера поглъщат част от слънчевата светлина, която минава през нея. Това е измервано на морското равнище и на различни височини. Прави се оценка на приликата на спектъра над атмосферата и поглъщането в атмосферата. Конкретните измервания над атмосферата изискват измервания от космически апарати. Това е показано на следните диаграми.